# Monuments historiques (revue)
Pour les articles homonymes, voir Monument historique.
Monuments historiques était une revue française consacrée au patrimoine et aux monuments historiques. Fondée en 1936 et disparue en 1996, elle fut publiée par la Caisse nationale des monuments historiques (avec une interruption de sa parution entre 1939 et 1955). Au cours de ses soixante années d’existence, la revue fut l’organe d’actualités de l’administration des Monuments historiques. Ses colonnes accueillirent des articles signés par de nombreux acteurs du patrimoine ou d’universitaires (André Chastel, Daniel Rabreau, Bruno Foucart, Jean-Michel Leniaud, etc.).
Les sommaires de la revue portaient sur le patrimoine sous toutes ses facettes. Ils faisaient notamment alterner les numéros thématiques par exemple consacrés à une typologie monumentale, à des livraisons consacrées à des territoires. Les sujets couverts accompagnèrent l’élargissement du champ patrimonial à partir de la fin des années 90.
Sa disparition en 1996 fut justifiée par la réorganisation de la Caisse nationale des monuments historiques opérée par le décret du 26 avril 1995 qui recentrait ses activités sur la gestion des 107 monuments de l’État et des compressions budgétaires. Elle fut remplacée, en partie seulement, par la revue Monumental, éditée par les Éditions du Patrimoine depuis décembre 1992 qui ne comptait que 400 abonnés payants alors que Monuments Historiques connaissait un réel succès avec 3 750 abonnés. Cependant sa diffusion était insuffisante pour amortir ses frais (3,3 millions de francs en 1995). Tirée à dix mille exemplaires, la revue n'en diffusait qu'environ six mille et son déficit fut de 1,4 million en 1994.
Elle a successivement porté les titres et ISSN suivants :
- 1936-1977 : Les Monuments historiques de France (0027-0768) ;
- 1977-1979 : MH : Monuments historiques (0153-3673) ;
- 1980-1996 : Monuments historiques (0242-830X).